# César Carrillo
César Carrillo (Sincelejo, Sucre, Colombia; 8 de agosto de 1992) es un futbolista colombiano. Juega en la posición de mediocampista y su equipo actual es el Cúcuta Deportivo de la Categoría Primera B de Colombia.

## Trayectoria

### Millonarios
El 10 de enero de 2018 es oficializado como nuevo jugador de Millonarios Fútbol Club de la Categoría Primera A, campeón del Torneo Finalización 2017 de Colombia. Firma contrato por 3 años con la institución capitalina, siendo sus derechos deportivos, adquiridos por Millonarios. Debuta el 4 de febrero como titular en el empate a un gol en su visita al Boyacá Chicó.

El 7 de febrero de 2018 levanta la Superliga ante Atlético Nacional donde juega los últimos 7 minutos más el tiempo de adición.
El 1 de abril marca su primer triplete como profesional por la fecha 12 del Torneo Apertura 2018, en la goleada 4-1 sobre el Atlético Bucaramanga. El 24 de mayo marco su primer gol internacional dándole la victoria como visitantes por la mínima en el Arena Corinthians frente al Cortinthians.

El 29 de julio marca su primer gol del Torneo Finalización en la victoria 2 por 0 como visitantes contra Patriotas Boyacá. Marca doblete el 4 de septiembre en la derrota 3-2 en su visita al Alianza Petrolera.
En su segundo partido del 2019 el 16 de febrero marca doblete en la victoria 3 por 2 sobre el Atlético Huila saliendo como la figura del partido. El 1 de junio marca el gol del empate aun gol contra Unión Magdalena en Santa Marta, a los cuatro días marca el gol parcial de la clasificación a la final, caen eliminados tras perder 2-1 como locales ante el América de Cali.
El 11 de agosto de 2019 es designado como capitán de Millonarios en su encuentro ante Atlético Huila, siendo esta la primera vez que el volante viste la cinta de capitán. En diciembre de 2020 terminó su paso por el club 'Embajador'.
El 9 de julio de 2021, luego de más de seis meses sin jugar, es anunciado su regreso a Jaguares de Córdoba.

## Clubes
| Club                | País     | Año           |
| ------------------- | -------- | ------------- |
| Sucre F. C.         | Colombia | 2012          |
| Jaguares de Córdoba | Colombia | 2013-2017     |
| Millonarios         | Colombia | 2018-2020     |
| Jaguares de Córdoba | Colombia | 2021-2022     |
| Cúcuta Deportivo    | Colombia | 2022-presente |

## Estadísticas
| Club                           | Div                 | Temporada           | Liga  | Liga  | Copa Nacional | Copa Nacional | Copa Internacional | Copa Internacional | Total | Total |
| Club                           | Div                 | Temporada           | Part. | Goles | Part.         | Goles         | Part.              | Goles              | Part. | Goles |
| ------------------------------ | ------------------- | ------------------- | ----- | ----- | ------------- | ------------- | ------------------ | ------------------ | ----- | ----- |
| Sucre F. C. · Colombia         | 2.ª                 | 2012                | 28    | 0     | 5             | 0             | -                  | -                  | 33    | 0     |
| Sucre F. C. · Colombia         | Total               | Total               | 28    | 0     | 5             | 0             | 0                  | 0                  | 33    | 0     |
| Jaguares de Córdoba · Colombia | 2.ª                 | 2013                | 35    | 2     | 6             | 0             | -                  | -                  | 41    | 2     |
| Jaguares de Córdoba · Colombia | 2.ª                 | 2014                | 1     | 0     | 0             | 0             | -                  | -                  | 1     | 0     |
| Jaguares de Córdoba · Colombia | 1.ª                 | 2015                | 31    | 0     | 5             | 0             | -                  | -                  | 36    | 0     |
| Jaguares de Córdoba · Colombia | 1.ª                 | 2016                | 28    | 1     | 1             | 1             | -                  | -                  | 29    | 2     |
| Jaguares de Córdoba · Colombia | 1.ª                 | 2017                | 42    | 7     | 1             | 0             | -                  | -                  | 43    | 7     |
| Jaguares de Córdoba · Colombia | Total               | Total               | 137   | 10    | 13            | 1             | 0                  | 0                  | 150   | 11    |
| Millonarios · Colombia         | 1.ª                 | 2018                | 28    | 6     | 4             | 1             | 5                  | 1                  | 37    | 8     |
| Millonarios · Colombia         | 1.ª                 | 2019                | 35    | 5     | 2             | 0             | -                  | -                  | 36    | 5     |
| Millonarios · Colombia         | 1.ª                 | 2020                | 2     | 0     | 0             | 0             | -                  | -                  | 2     | 0     |
| Millonarios · Colombia         | Total               | Total               | 64    | 11    | 6             | 1             | 5                  | 1                  | 75    | 13    |
| Total en su carrera            | Total en su carrera | Total en su carrera | 228   | 21    | 24            | 2             | 5                  | 1                  | 257   | 24    |

### Tripletas
| 1 | 1 de abril de 2018 | Estadio El Campín, Bogotá | Millonarios - Atlético Bucaramanga |  | 4 - 1 | Torneo Apertura 2018 |

## Palmarés

### Títulos nacionales
| Título                | Equipo              | País     | Año  |
| --------------------- | ------------------- | -------- | ---- |
| Primera B             | Jaguares de Córdoba | Colombia | 2014 |
| Superliga de Colombia | Millonarios         | Colombia | 2018 |